# Night and Day (Joe Jackson)
Joe Jackson's Night and Day, spesso abbreviato Night and Day, è un album del musicista inglese Joe Jackson uscito il 25 giugno 1982.

## Descrizione
Quinto album di Jackson, Night and Day è un omaggio a Cole Porter che riassume le precedenti esperienze dell'artista. I brani del disco commistionano jazz, pop, salsa e funk.  Secondo qualcuno, esso sarebbe "il disco più intimamente newyorkese mai concepito da un musicista britannico". Night and Day contiene Steppin' Out, uno dei singoli più noti dell'artista.

## Accoglienza
| Recensione | Giudizio       |
| ---------- | -------------- |
| Ondarock   | pietra miliare |

Secondo molti, Night and Day è l'album migliore di Jackson. Ciò è quanto ritiene, ad esempio, un'enciclopedia della musica rock, secondo cui i brani migliori del disco sono Steppin' Out, Chinatown, Slow Song, e Breaking Us in Two. L'album compare anche in un libro della Giunti dedicato ai "500 dischi rock fondamentali", e nel libro di Tom Moon dedicato ai 1.000 dischi da ascoltare prima di morire.

## Formazione
- Joe Jackson – organo, sintetizzatore, armonica a bocca, pianoforte, organo Hammond, pianoforte elettrico, sax alto, voce, vibrafono, Rhodes piano
- Sue Hadjopoulos – flauto, percussioni, Bongo, conga, timbali, voce, xilofono, orchestral bells
- Graham Maby – basso, percussioni, voce
- Grace Millan – voce,
- Ed Roynesdal – violino, tastiere
- Larry Tolfree – percussioni,
- Ricardo Torres – percussioni
- Al Weisman – voce

## Tracce
Tutte le canzoni sono composte da Joe Jackson ad eccezione di T.V. Age composta da Joe Jackson e Steve Tatler.
1. Another World – 4:01
2. Chinatown – 4:08
3. T.V. Age – 3:43 (Joe Jackson, Steve Tatler)
4. Target – 3:51
5. Steppin' Out – 4:16
6. Breaking us in two – 4:51
7. Cancer – 5:58
8. Real Men – 4:03
9. A Slow Song – 7:00

### Deluxe edition
Una versione "deluxe edition" viene edita nel 2003 contenente due CD. Il primo disco contiene l'album originale mentre il disco 2 contiene versioni alternative (demo) di canzoni dell'album, cinque brani tratti dall'album Mike's Murder, e cinque tracce live dall'album Live 1980/86 .